# Цинцар-Маркович, Димитрие
Димитрие Цинцар-Маркович — сербский государственный и политический деятель, премьер-министр Сербии в 1902—1903 годах.

## Биография
Родился в семье полковника Марко Цинцар-Марковича, командующего жандармерией Сербии. Брат Александра Цинцар-Марковича, дипломата, министра иностранных дел Королевства Югославия (1939—1941).
Родился в Шабаце. Там же окончил школу и 4 курса гимназии. Пятый курс он закончил уже в Белграде.
9 (21) октября 1865 года поступает в Артиллерийскую школу, которую заканчивает с отличием 1 (13) января 1870 года в ранге подпоручика.
С 1872 по 1873 год Цинцар-Маркович пребывает с армией в Пруссии, где служит в 13-м уланском полку.
12 (24) февраля 1874 года назначается адъютантом князя Милана, а 1 (13) апреля 1875 года — командиром Гардийского эскадрона.
Во время первой сербско-турецкой войны служил капитаном конницы, участвуя в важнейших сражениях. Во время второй сербско-турецкой войны он командовал Моравской дивизией.
Вплоть до 16 (28) марта 1885 года он стремительно поднимался по служебной лестнице. В тот день Цинцар-Маркович был назначен главой Оперативного отделения Главного генштаба.
Участвует в сербско-болгарской войне 1885 года.
18 декабря 1897 года король Александр Обренович возводит Цинцара-Марковича в чин генерала, а спустя неделю назначает командующим Активных войск.
7 (20) ноября 1902 года заступает на пост премьер-министра Сербии, на котором работает вплоть до самой своей смерти, последовавшей спустя полгода.
Димитрие Цинцар-Маркович был убит на пороге своего дома по приказу полковника Александра Машина во время Майского переворота. В тот же день в королевском дворце был убит его зять, поручик Йован Милькович.